# Мінліно
Мі́нліно (рос. Минлино, башк. Меңле) — присілок у складі Бураєвського району Башкортостану, Росія. Входить до складу Ванишівської сільської ради.
Населення — 165 осіб (2010; 212 у 2002).
Національний склад:
- башкири — 93 %